# Resolució 760 del Consell de Seguretat de les Nacions Unides
La Resolució 760 del Consell de Seguretat de les Nacions Unides, fou adoptada per unanimitat el 18 de juny de 1992. Després de reafirmar les resolucions 752 (1992), 757 (1992) i 758 (1992) que va cridar l'atenció sobre la necessitat de l'ajuda humanitària a l'antiga Iugoslàvia, el Consell, en virtut del Capítol VII de la Carta de les Nacions Unides, va eximir dels productes humanitaris com l'alimentació i l'assistència mèdica de les prohibicions segons la Resolució 757.